# Kościół Najświętszego Serca Pana Jezusa w Muchówce
Kościół Najświętszego Serca Pana Jezusa w Muchówce – zespół zabytków znajdujący się w województwie małopolskim, w powiecie bocheńskim, w gminie Nowy Wiśnicz w Muchówce.
Zespół zabytkowych obiektów w skład którego wchodzi: kościół, cmentarz, kapliczka słupowa, oraz ogrodzenie, wpisany został do rejestru zabytków nieruchomych województwa małopolskiego.

## Historia
Inicjatorem budowy kościoła był tutejszy społecznik Aloizy Stochel. Obiekt pomimo braku przychylności władz kościelnych i administracyjnych  wybudowano w latach 1934–1941 .

## Architektura
Budynek murowany z kamienia i cegły, jednonawowy z płaskim stropem, kryty dachówką. Nawa nakryta dachem dwuspadowym z wieżyczką na sygnaturkę z latarnią. Prezbiterium w formie półkoliście zamkniętej apsydy. Od frontu kwadratowa wieża z cebulastym dachem.

## Wystrój i wyposażenie
- cztery ołtarze pseudogotyckie wykonane w latach 1956–1966;
- polichromia figuralna autorstwa krakowskiego malarza Aleksandra Trojkowicza w 1960 roku;
- obraz Najświętszego Serca Pana Jezusa, namalowany przez ks. Adama Stachonia w 1943 roku;
- w ołtarzach bocznych obrazy namalowane przez Helenę Skalską-Potoczek w 1966 roku[3] [2] .